# 賴斯 (明尼蘇達州)
賴斯（英語：Rice）是一個位於美國明尼蘇達州本頓縣的城市。

## 人口
根據2020年美國人口普查的數據，賴斯的面積為14.86平方千米，當中陸地面積為14.77平方千米，而水域面積為0.09平方千米。當地共有人口1975人，而人口密度為每平方千米133人。